# Matsudaira Suketoshi
Matsudaira Suketoshi est un nom japonais traditionnel ; le nom de famille (ou le nom d'école), Matsudaira, précède donc le prénom (ou le nom d'artiste).
Matsudaira Suketoshi (松平 資俊, 1660-14 août 1723) est un hatamoto et plus tard daimyō du milieu de l'époque d'Edo du Japon.

## Biographie
Matsudaira Suketoshi est le deuxième fils de Honjō Munesuke, daimyō du domaine de Kasama dans la province de Hitachi. Le 10 octobre 1684, il intègre les rangs des hatamoto au service direct du shogun et, à la fin de l'année 1691, est autorisé à prendre le titre de courtoisie Aki-no-kami et le rang de cour 5e inférieur. À la mort de son père en 1699, il devient daimyo du domaine de Kasama et chef du clan Honjō. Il est élevé au rang de cour 4e inférieur à la fin de 1701 et se voit octroyer 20 000 koku supplémentaires de territoires dans la province de Bitchu, ce qui élève ses revenus à un total de 70 000 koku. Il est transféré au domaine de Hamamatsu dans la province de Tōtōmi en septembre 1702.
Le 23 mars 1705, le shogun Tokugawa Tsunayoshi lui permet de prendre le nom de Matsudaira, récompenses étendue à titre posthume pour aussi s'appliquer à son père. Son titre de courtoisie change également pour Bungō-no-kami et plus tard Hōki-no-kami.
Bien que Suketoshi est marié et a plusieurs concubines dont il a de nombreux fils, il est remplacé par le frère de sa femme qu'il avait adopté pour héritier.
Sa tombe se trouve au Tōkai-ji dans l'arrondissement de Shinagawa à Tokyo.

## Source de la traduction
- (en) Cet article est partiellement ou en totalité issu de l’article de Wikipédia en anglais intitulé « Matsudaira Suketoshi » (voir la liste des auteurs).